# 于格拉 (上比利牛斯省)
于格拉（法語：Uglas）是法国上比利牛斯省的一个市镇，属于巴涅雷德比戈尔区（Bagnères-de-Bigorre）拉内默藏县（Lannemezan）。该市镇总面积8.54平方公里，2009年时的人口为278人。

## 人口
于格拉人口变化图示